# 小樽站
小樽站（日语：／ Otaru eki */?）是位於日本北海道小樽市稻穗2丁目，北海道旅客鐵道（JR北海道）主力幹線函館本線沿線的鐵路車站。

## 概要
本站為小樽市的交通樞紐，緊接著巴士總站。本站以北是函館本綫倶知安・長万部方向的單綫非電化區間，通稱“山綫”，曾經是連結北海道和本州的交通大動脈，以南是手稲・札幌・岩見沢・新千歳機場方向的複綫電化區間，通稱“海綫”，途徑室蘭本線・千歳線，坡度較緩，可以開行高速列車，取代了山綫的長距離運輸功能。目前，山綫除了臨時特急列車，全列車均爲各站停車。另一方面，爲滿足札幌方向的城際・通勤運輸的需要，本站為直通新千歳機場的快速列車「機場」的始發站。

## 歴史
- 1903年（明治36年）
  - 6月28日：北海道鐵道蘭島站 - 本站間開業、本站作爲小樽中央駅開業[2]。一般站。
  - 7月1日：改名爲稲穂站[3]。
- 1904年（明治37年）10月15日：北海道鐵道歌棄站（現在的熱郛站） - 小澤站間延伸段開業、同線全部通車。同時、本站改名爲改名爲高島站[3][4]。
- 1905年（明治38年）
  - 8月1日：北海道鐵道本站 - 小樽站（現在的南小樽站）間開通[5]。
  - 12月15日：改名爲中央小樽駅[6]。
- 1907年（明治40年）7月1日：北海道鐵道国有化、移交給鉄道省。
- 1911年（明治44年）7月6日：改建為第二代站舎。
- 1920年（大正9年）7月15日：改名爲小樽站（2代目）。同時、小樽站（初代）改名爲南小樽站[5]。
- 1934年（昭和9年）12月25日：改建為第三代（目前）站舎[7]。
- 1949年（昭和24年）6月1日：日本国有鉄道法施行、由日本国有鉄道（国鉄）継承。
- 1964年（昭和39年）10月1日：貨運服務廃止。
- 1965年（昭和40年）8月29日：函館本線本站 - 南小樽站間複線高架化[8]。
- 1968年（昭和43年）8月28日：函館本線本站 - 瀧川站間電化（交流20,000V・50Hz）。
- 1969年（昭和44年）10月1日：小樽築港客貨車区小樽支区廃止。
- 1987年（昭和62年）4月1日：国鉄分割民營化、由北海道旅客鉄道（JR北海道）継承。
- 1989年（平成元年）5月15日：與上野站成爲姉妹駅[9]。
- 1998年（平成10年）：導入自動檢票機。
- 2006年（平成18年）3月27日：小樽站書店被評爲「登錄有形文化財」[10][11][12]。
- 2007年（平成19年）10月1日：導入站編號[報道 1]。
- 2008年（平成20年）10月25日：開始使用IC卡Kitaca[報道 2]。
- 2012年（平成24年）4月25日：小樽站翻新工事完成[報道 3][13]。
- 2015年（平成27年）10月30日：導入指定席售票機。

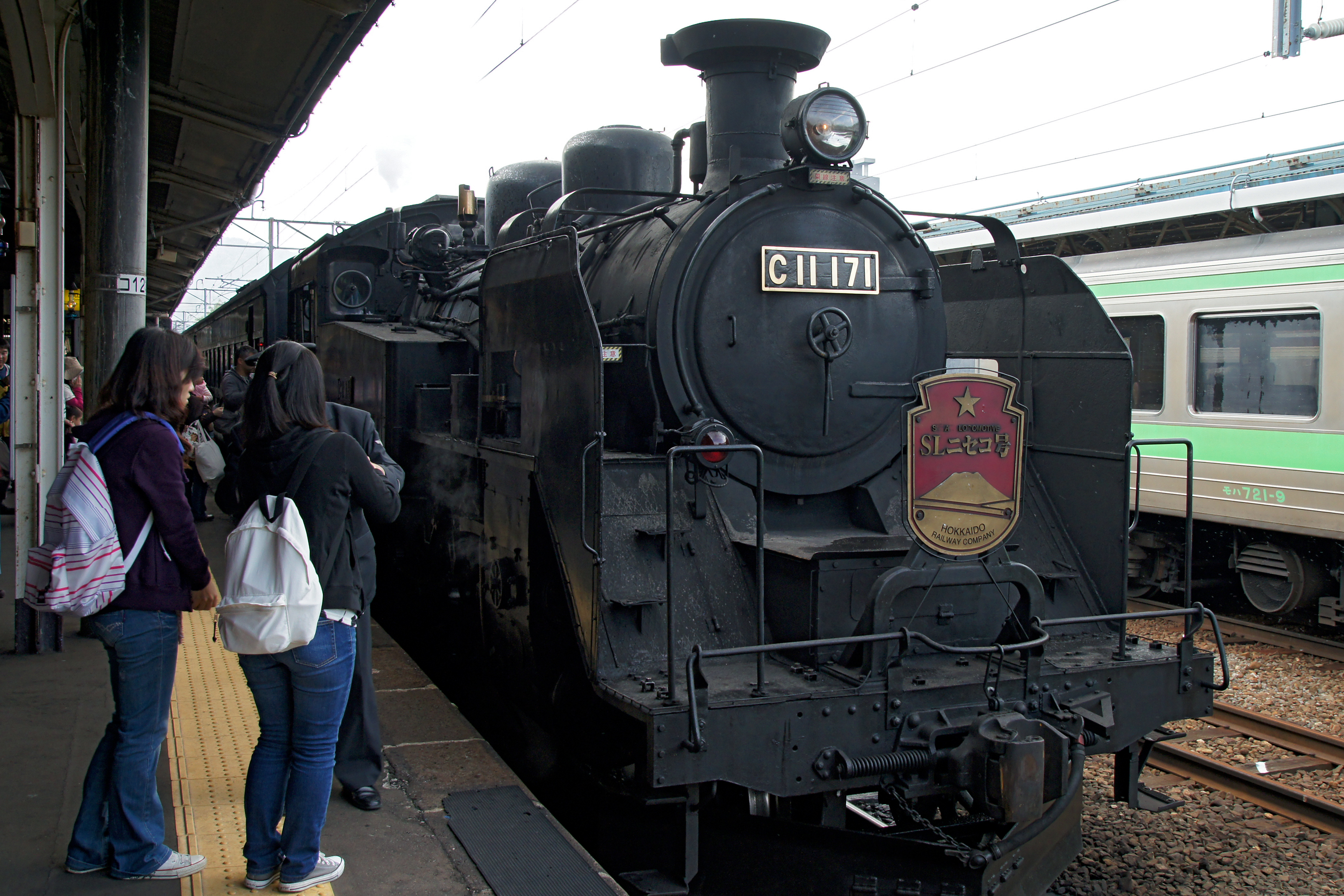
臨時列車「SL二世谷号」（廃止）（2011年10月）
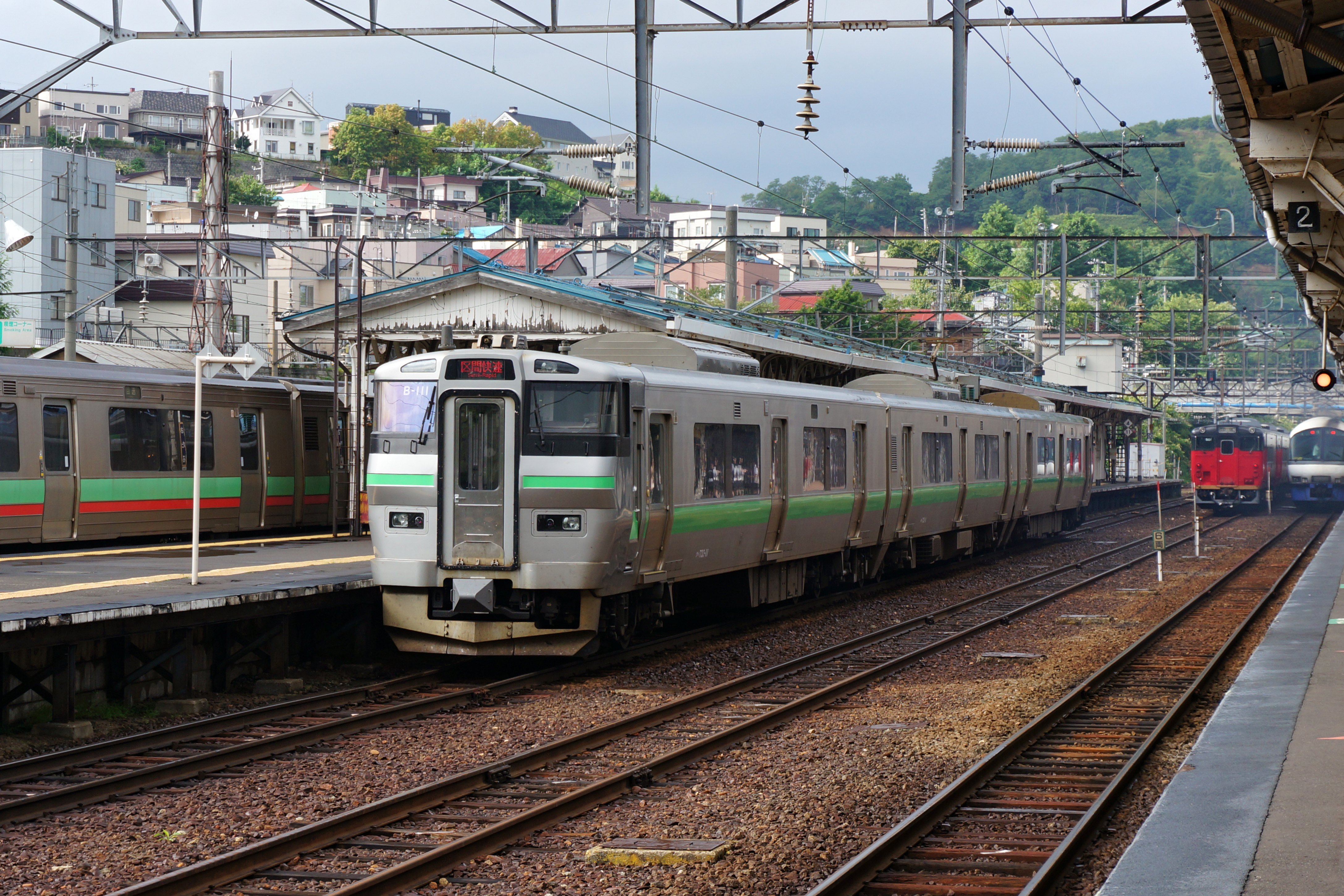
区間快速「石狩Liner」（2013年8月）
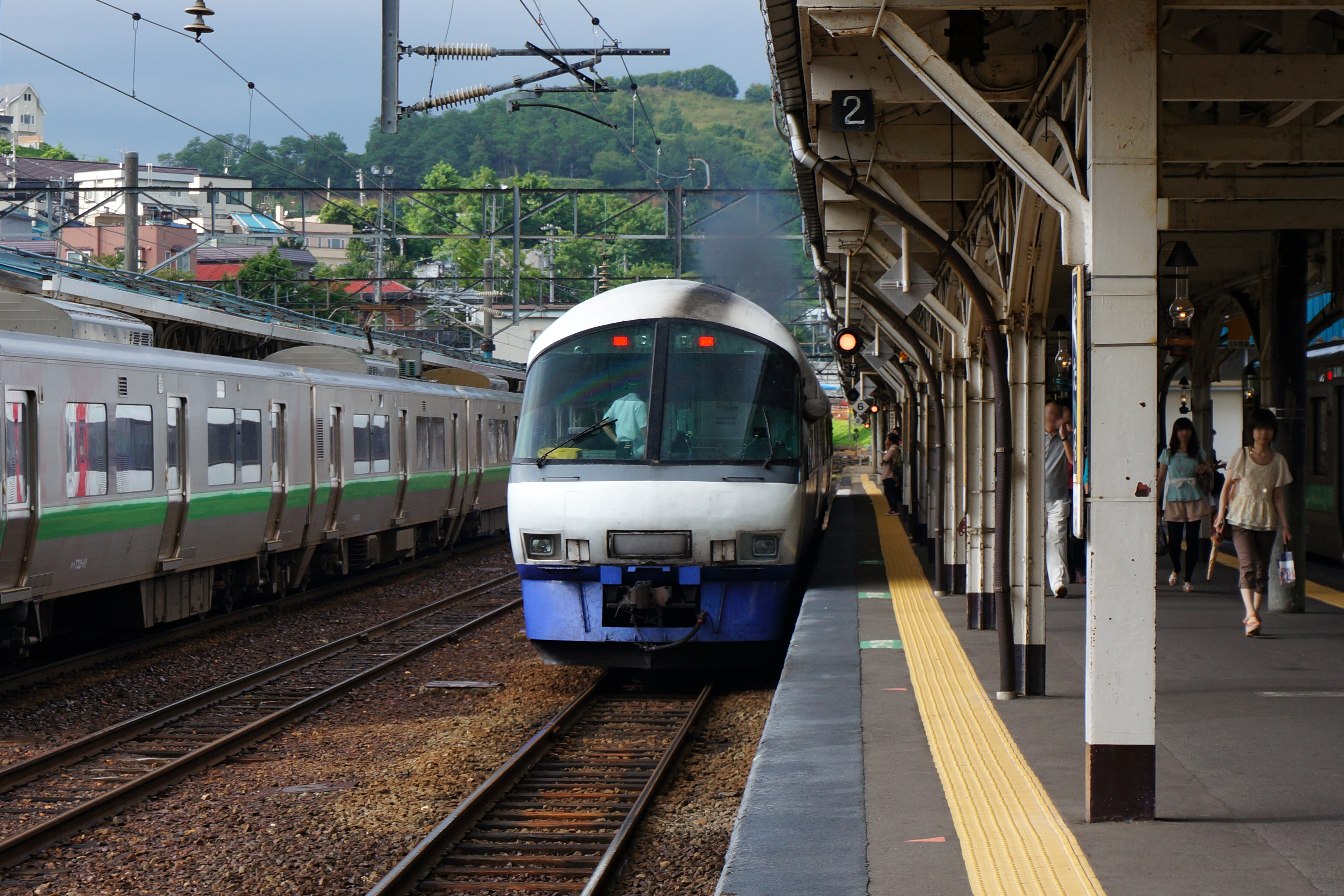
臨時特急「ヌプリ」（2013年8月）

## 車站構造
為2面4線的地面車站。月台在相當於車站2樓的高度，從月台的樓梯往下走，經過地下道去剪票。

### 月台配置
| 月台    | 路線      | 方向 | 目的地                                     | 備註                             |
| ------- | --------- | ---- | ------------------------------------------ | -------------------------------- |
| 1、2、4 | ■函館本線 | 下行 | 手稻、札幌、岩見澤、新千歲機場、苫小牧方向 | 包括快速「機場」、「二世谷快車」 |
| 1、2、4 | ■函館本線 | 上行 | 余市、俱知安、長萬部方向                   |                                  |
| 5       | ■函館本線 | 下行 | 手稻、札幌、岩見澤、新千歲機場、苫小牧方向 | 包括快速「機場」                 |

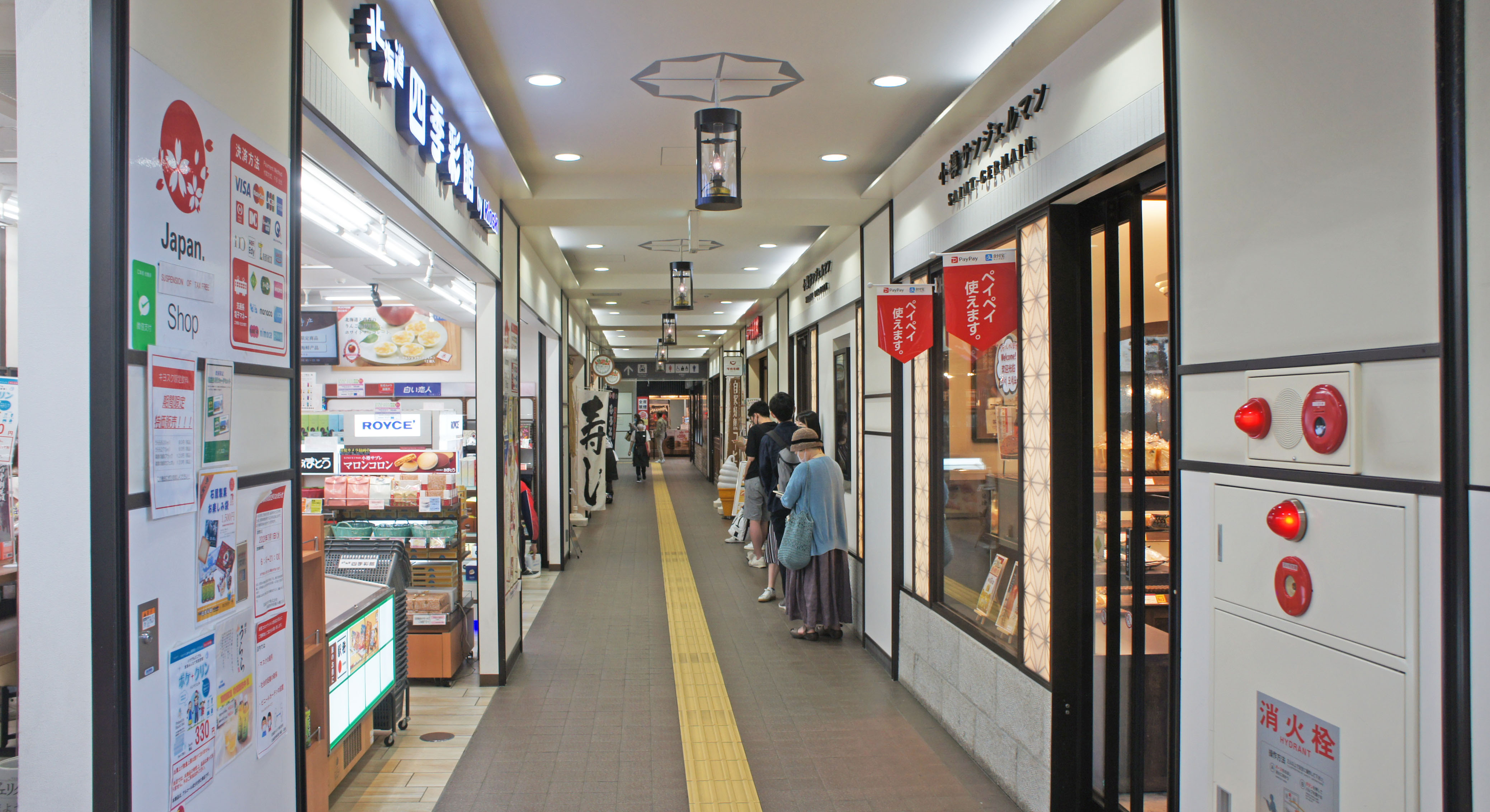
車站內的商店街（2020年7月）
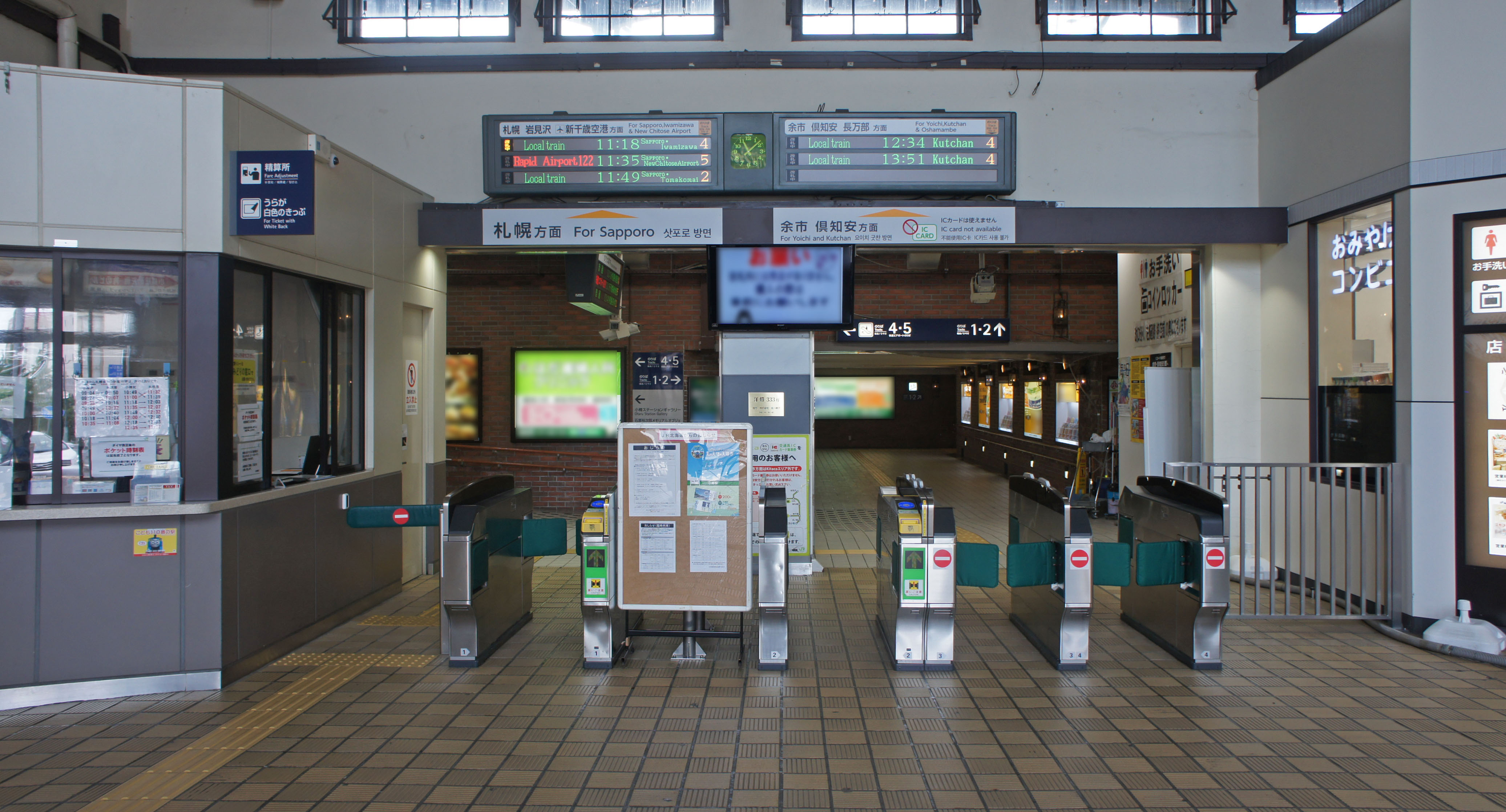
驗票口（2020年7月）
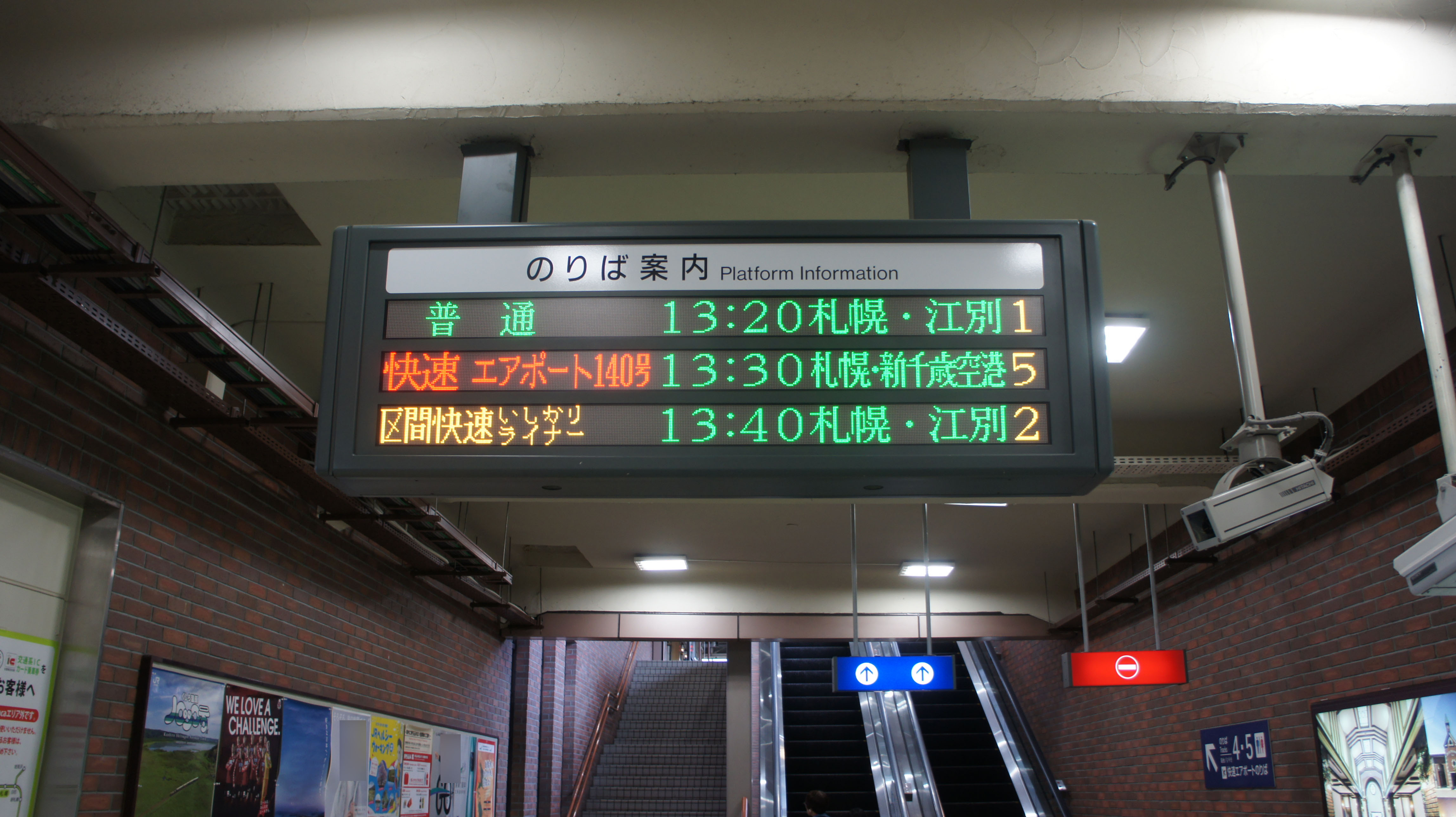
電子發車時刻表（2017年5月）
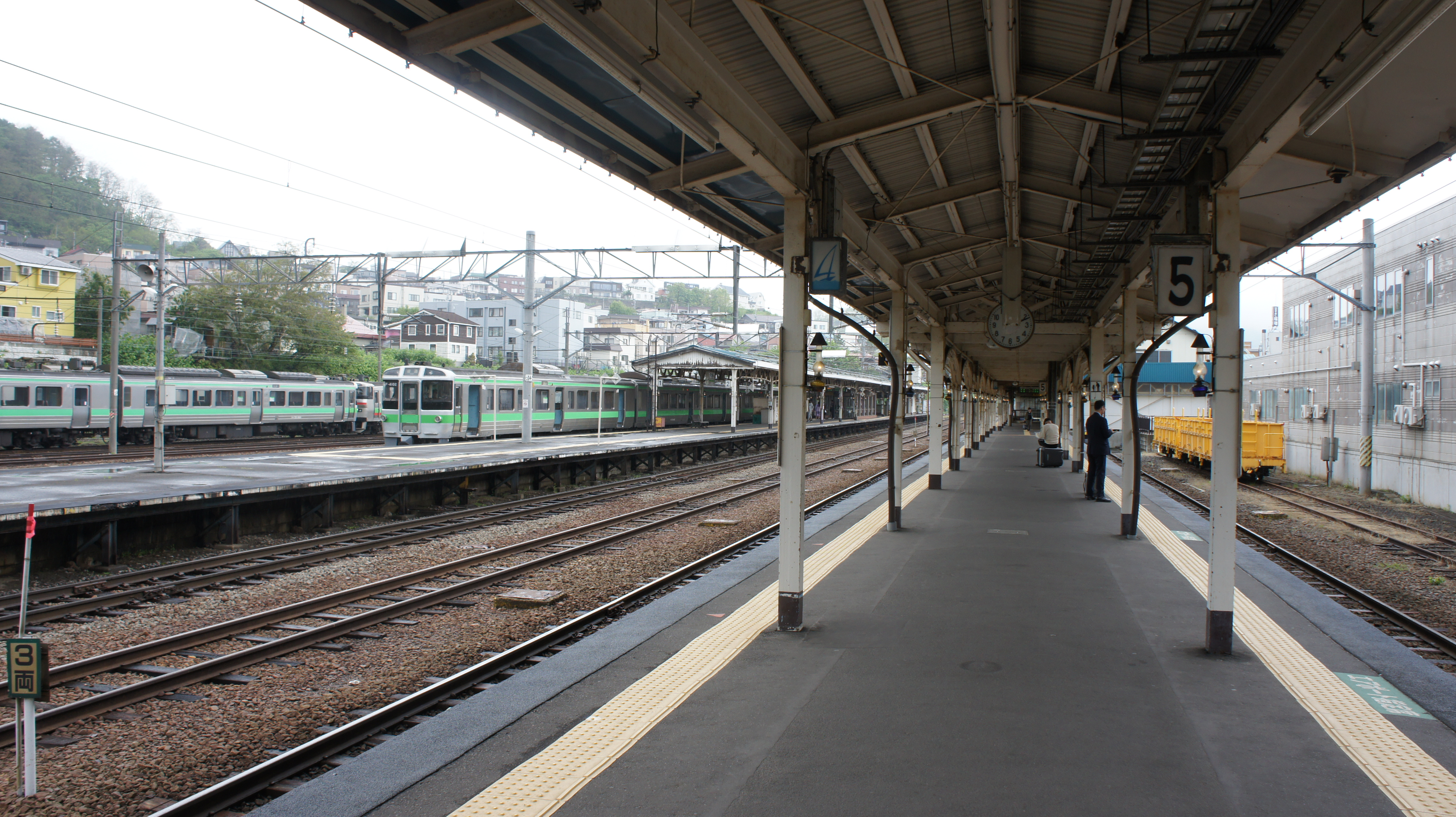
月臺全景（2017年5月）
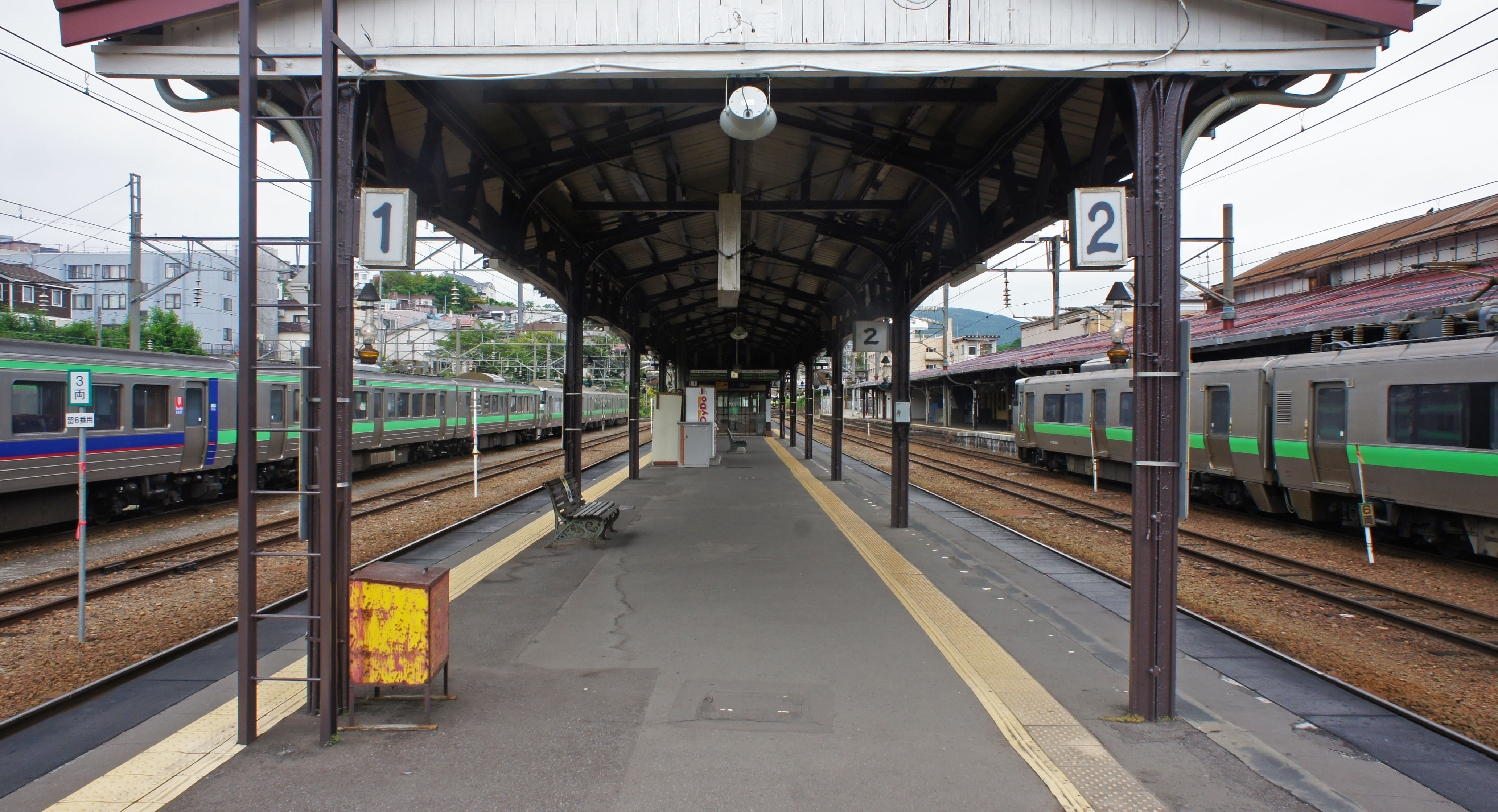
1號與2號月臺（2020年7月）
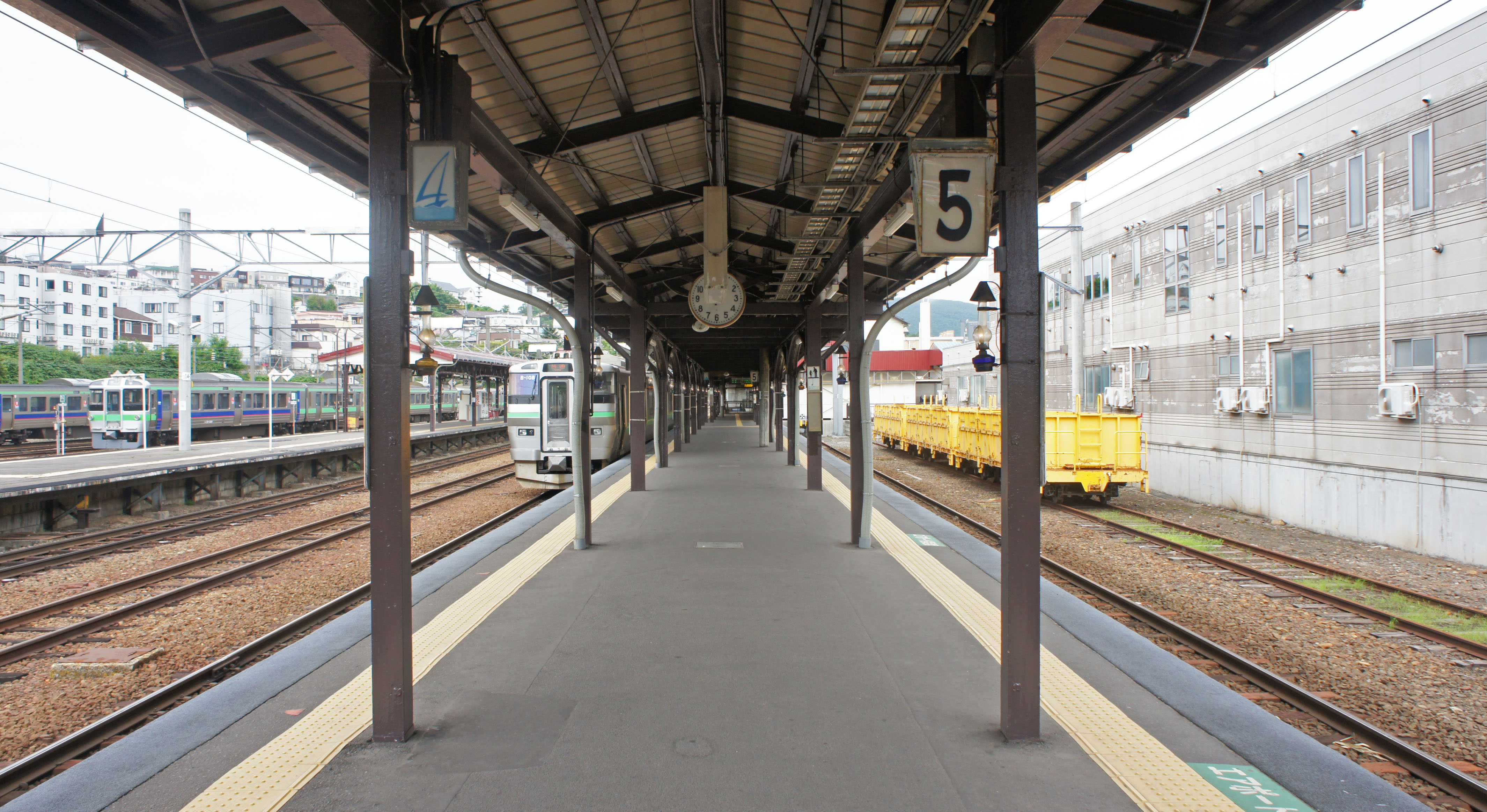
4號與5號月臺（2020年7月）
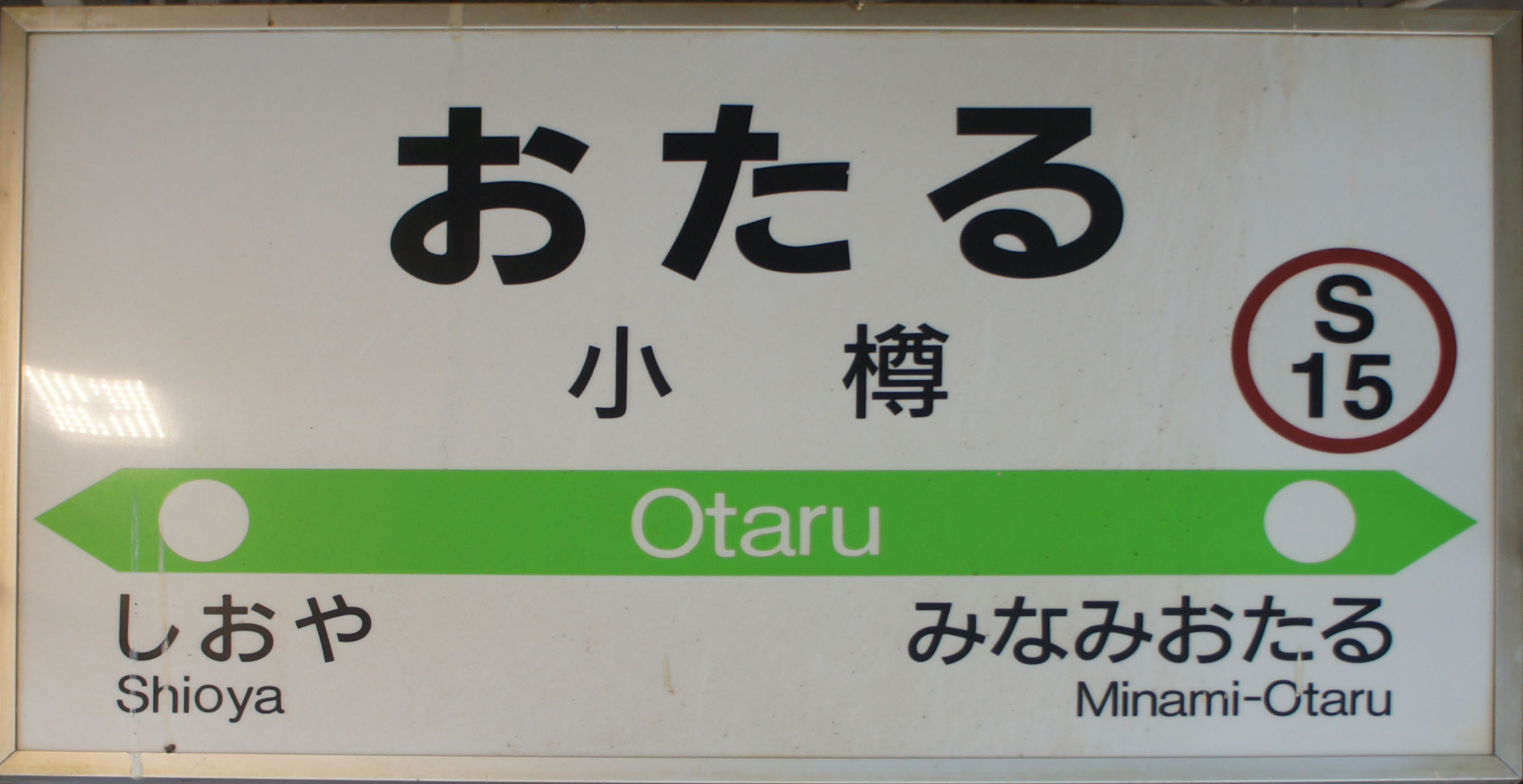
站名標（2017年5月）
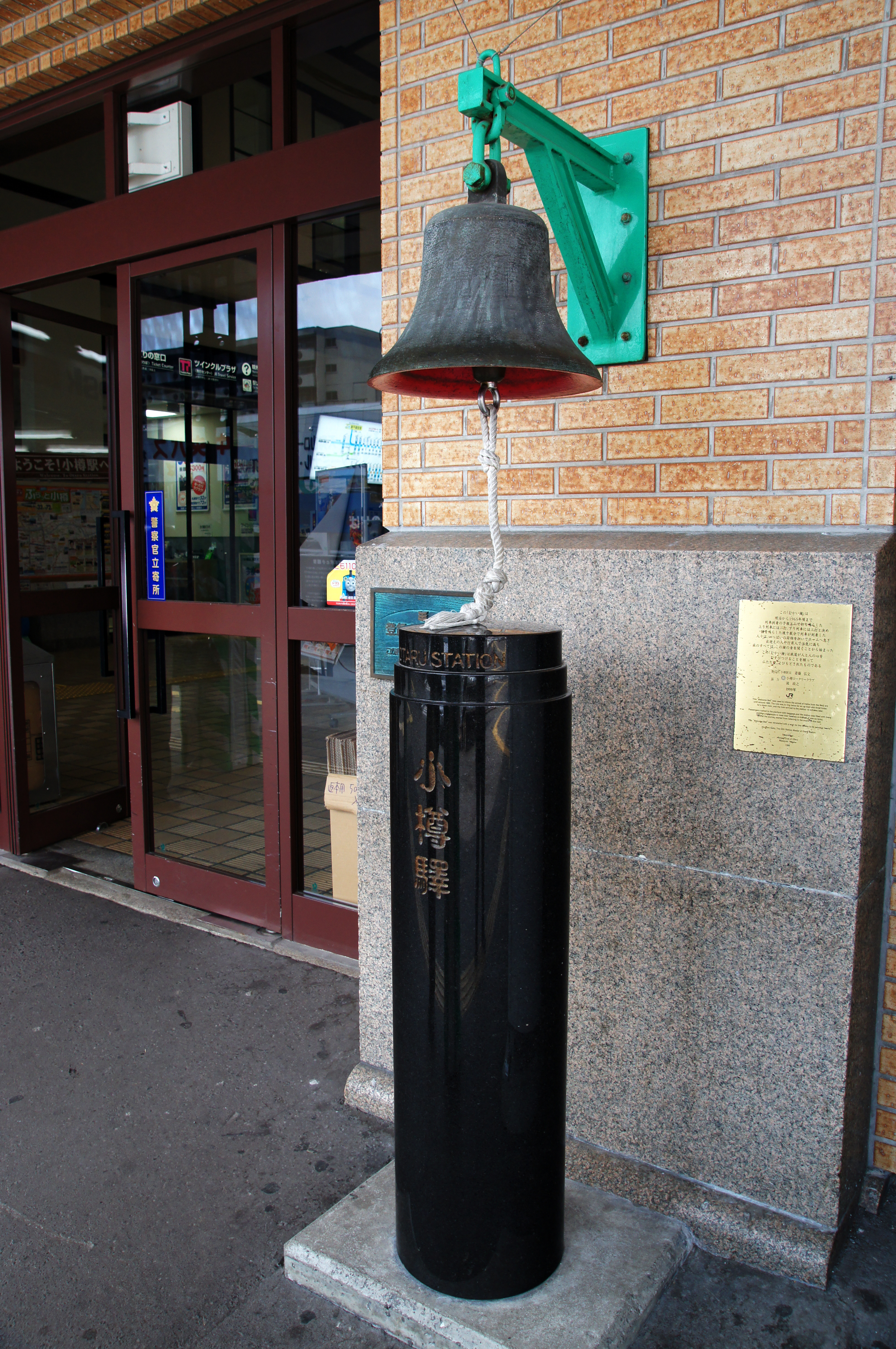
站前的鐘（2011年10月）

## 站周邊
- 小樽站前交番
- 站前第一大樓[14]
  - 小樽市政府（日语：小樽市役所）站前服務中心
  - 紀伊國屋書店小樽店
- 站前第二大樓
  - 長崎屋小樽店
  - Sunport商店会

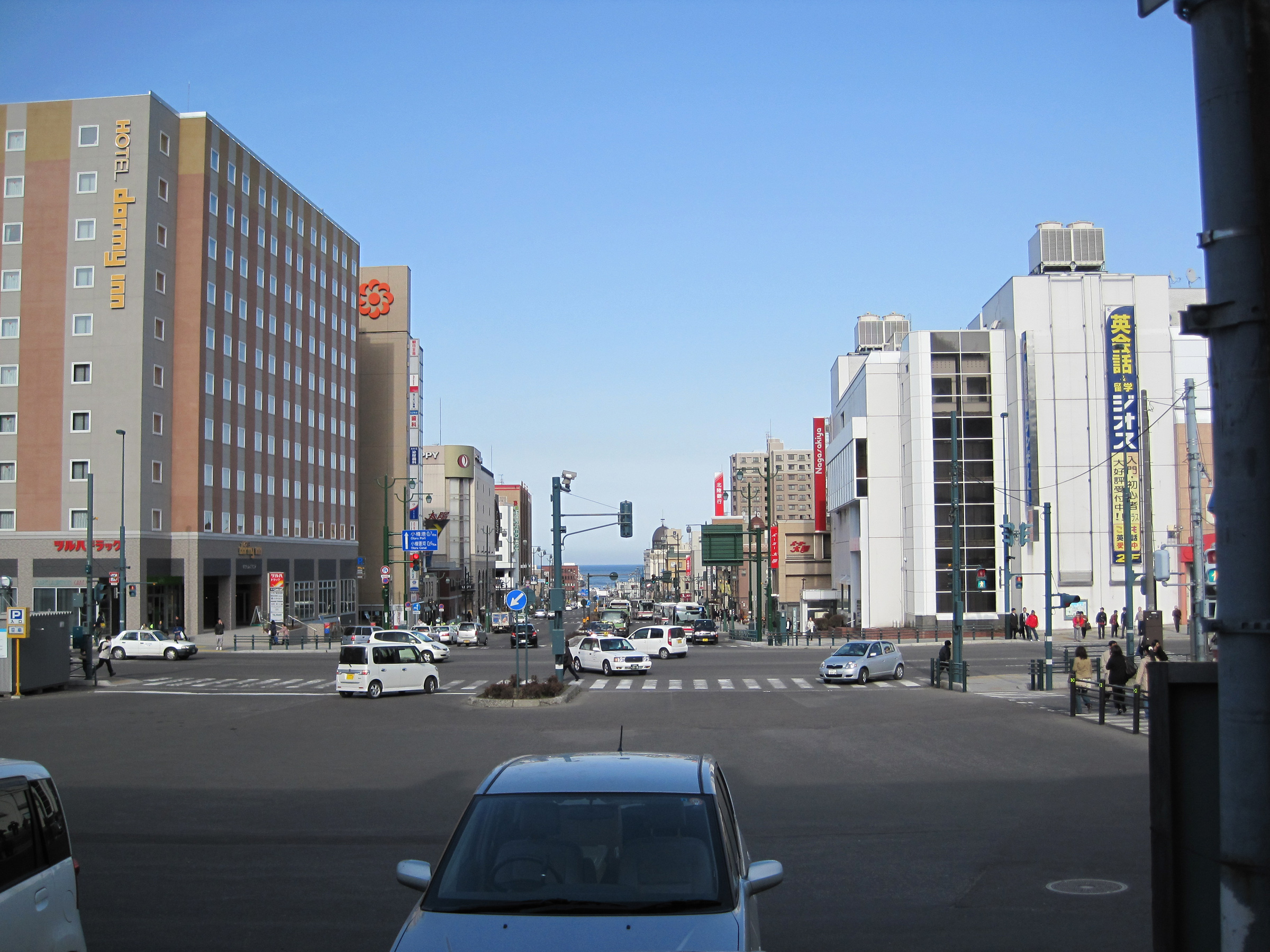
站前（2010年4月）

- Sun Bill Square（站前第3大樓）
  - Dormy Inn PREMIUM小樽
  - 北洋銀行小樽站前支店
  - Premist小樽Station Tower
- 小樽站前郵局
- 三角市場
- 稲穂HOTEL
- 中央卸市場
- 中央市場
- 野口醫院
- 小樽経済中心
- 小樽市産業会館
  - 小樽産業会館内郵局
- Play Land Happy小樽站前店
- Smile Hotel小樽
- 小樽都通商店街
- 北陸銀行小樽支店
- 北海道銀行小樽支店
- 北海道新聞社小樽支社
- 北海道信用金庫（日语：北海道信用金庫）小樽支店
- 北海道信用金庫小樽支店稲穂出張所
- 北海道勞動金庫（日语：北海道労働金庫）小樽支店
- 北洋銀行小樽中央支店
- Authent Hotel Otaru（日语：オーセントホテル小樽）
- 小樽Sunmall一番街（日语：小樽サンモール一番街）

## 相鄰車站
北海道旅客鐵道（JR北海道）
■函館本線
■臨時特急「特急新雪谷」
余市（S18）－小樽（S15）－手稻（S07）
■特別快速「機場」
小樽（S15）－南小樽（S14）
■快速「Niseko Liner」、■普通
鹽谷（S16）－小樽（S15）－南小樽（S14）